# Andover (Vermont)
Pour les articles homonymes, voir Andover.
Andover est une ville du comté de Windsor, dans le Vermont, aux États-Unis.
Le champion olympique de saut en longueur Albert Gutterson y est né en 1887.
|                       |         |                   |
| Weston (Vermont)      | Andover | Chester (Vermont) |
| Londonderry (Vermont) |         | Grafton (Vermont) |